# Генріх II де Ла Фер-Сеннетер
Ге́нріх II де Ла Фер-Сеннетер (фр. Henri de La Ferté-Senneterre; 1599 — 27 вересня 1681) — військовий та державний діяч Французького королівства, маршал, 1-й герцог де Ла Фер-Сеннетер, пер Франції.

## Життєпис
Походив з овернського шляхетського роду Ла Фер-Сеннетер з клану Сен-Нектер. Син маркіза Генріха I де Ла Фер-Сеннетера, державного міністра, та Маргарити (доньки маршала Клода де Ла Шатра де Ла Месонфорта). Народився 1599 року.
Обрав собі військову кар'єру. Розпочав службу під проводом Моріца Оранського, штатгальтера Республіки Сполучених провінцій. 1627 року повернувся до Франції, де приєднався до королівського війська під час облоги Ла-Рошелі. 1628 року отримав чин капітана. Одружився з представницею роду Бове.
У 1632—1633 роках брав участь у військовій кампанії проти герцогства Лотаринзького. 1633 року призначено табірним майстром (полковником). 1639 року відзначився в битві біля Гесдіну проти іспанців. 1640 року король призначив Генріха II де Ла Фер-Сеннетера табірним маршалом.
1643 року відзначився в битві біля Рокруа, де керував лівим флангом. При цьому зазнав 4 поранень. 1643 року Генріха було призначено губернатором Лотарингії. 1648 року отримав звання генерал-лейтенанта.
З початком Фронди 1649 року залишився вірним королівському двору та кардиналу Мазаріні. 1650 року обороняв місто Шалон від військ фрондерів на чолі з Генріхом де Тюренном. 1651 року стає маршалом. 1653 року взяв в облогу місто Белфор, який захопив 1654 року. 1655 року одружився вдруге. 1656 року потрапив у полон під час битви біля Валансьєна.
1665 року отримав від короля Людовика XIV титул герцога-пера. Помер 1681 року.

## Родина
1. Дружина — Шарлотта, донька барона Генріха де Бове, державного радника.
Діти:
- Катерина Генрієта (д/н—1662), дружина Франсуа де Бульйона, маркіз де Лонгне

2. Дружина — Мадлен, донька Карла д'Ангенн, сеньйора Ла Луп.
Діти:
- Генріх-Франсуа 1657—1703), 2-й герцог де Ла Фер-Сеннетер
- Людовик (1659—1732), єзуїт
- Ганнібал Жуль (1665—1702), ігумен Сен-Жан д'Анжелі
- Сесіль Аделаїда (1673—1720), дружина Людовика Сезара, маркіза Рабодана